# Réserve marine de la Masía Blanca
La Réserve marine de la Masía Blanca est une aire marine protégée créée en Catalogne en 2000. Elle fait partie de la ville d'El Vendrell, dans la Province de Tarragone,.
Cette réserve marine située face à la plage de Comarruga est une Zone spéciale de conservation (ZSC) du réseau Natura 2000 définie par la Convention de Ramsar  qui présente un fort intérêt pour le patrimoine naturel exceptionnel qu'il abrite.

## Description
Elle couvre une superficie de près de 457 hectares. Elle a été déclarée réserve marine par le Ministère de l'Agriculture le 21 décembre 1999. 
Elle protège le fond rocheux, connu sous le nom de « grapissar », exceptionnel dans une zone où dominent le sable et la boue. La zone s'étend devant une plage de sable, interrompue par le ruisseau La Masia Blanca. Sa profondeur varie entre 4 et 16 m. Ces fonds sont constitués de barrières d'origine biologique (algue coralligène.), perpendiculaires à la côte, au milieu d'un fond sableux et d'une autre barrière de grande longueur parallèle au littoral et située dans la partie la plus profonde de la réserve marine. 
La réserve a une extension totale de 457 ha de surface marine avec des profondeurs inférieures à 25 m mètres, composée de deux zones : 
- Zone centrale : appelée réserve marine intégrale , comprise par une circonférence de 0,2 mille marin à partir du point d'origine (41° 10′ 27″ N, 1° 30′ 40,2″ E),
- Zone concentrique : appelée zone tampon, adjacente et moins protégée, constituée par la bande de 0,6 mille marin qui entoure la première.

## Faune et flore
L'espace préservé est constitué d'un pourcentage élevé de zones rocheuses et entouré de vastes zones avec la présence d' herbiers marins de phanérogames comme les Posidonia oceanica et les Cymodocea nodosa. 
Cela constitue une zone très riche en faune et en flore, ainsi qu'une zone privilégiée pour la reproduction et l'élevage de nombreuses espèces d'invertébrés ( Octopoda, Sepia officinalis, nacres ...) et de vertébrés (rouget, mérou rouge, daurade royale et bar commun, entre autres). Sa protection permet le repeuplement des zones adjacentes et profite donc à la pêche artisanale de la zone.